# Puls (román)
Puls je román Stephena Kinga z roku 2006 zasazený do světa, v němž telefonující lidé najednou zešíleli.

## Román
- Originální název: Cell
- Rok vydání: 2006
- Nakladatelství: Scribner Books
- ISBN 978-0-7432-9233-7
- Počet stran: 384

## České vydání
- Název: Puls
- Rok vydání: 2006
- Nakladatelství: Pavel Dobrovský - Beta
- ISBN 80-7306-276-3
- Přeložila: Linda Bartošková
- Počet stran: 327

## Obsah
Podivný signál přijatý do všech zapnutých mobilních telefonů promění jejich uživatele v kruté vraždící bytosti. Nejdříve se „telefoňáci“ vraždí i mezi sebou, ale zanedlouho se začnou houfovat a myslet dohromady. Ve dne na normální lidi na ulici útočí, ale v obydlích je nechávají v klidu. V noci se jejich hejna stahují na určitá místa a jsou neškodní. Ti, co mobil nepoužili, proto putují pouze v noci a snaží se najít místo, kde budou mít od telefonních lidí pokoj. Avšak telefoňáci jsou dohromady silní a navíc se u nich objevují paranormální schopnosti jako telepatie, vstupování do snů a levitace.
Celou knihou nás provází Clay a Tom, kteří se na začátku děje setkali v Bostonu. Na svém putování se setkávají s ředitelem Ardaiem a jeho žákem Jordanem. Společně pomocí dodávek s plynem zapálí a zlikvidují hejno nocující na školním hřišti. Telefoňáci jim slibují odplatu a telepaticky je nutí putovat do zábavního parku Kashwak, kde chtějí svou pomstu vykonat.
Cestou se Clay, Tom a Jordan spojí s jinou trojicí, kterou tvoří Dan Hartwick, Denisa Linková a Ray Huizenga cestující ve školním autobuse. Cestou Ray stranou od ostatních předá Clayovi tajemně telefon s číslem a pak se zastřelí, aby telefoňáci nezjistili telepaticky jeho plán. V Kashwaku jsou všichni na noc uvězněni do haly a tam si Clay uvědomí, co Ray zamýšlel: umístil do autobusu dynamit s roznětkou aktivovanou zavoláním na dané číslo. Jordan, který jediný proleze okénkem z haly ven, najede s autobusem mezi nocující telefoňáky, ze kterých po výbuchu přežijí jen neškodné zbytky.
Zatímco ostatní jdou najít bezpečnou chatu v divočině, Clay pátrá po svém synu Johnnym. Skutečně ho najde, ale Johnny už má také v mozku program telefoňáků, i když méně agresivní, než byl na začátku. Clay se rozhodne zkusit Jordanovu teorii, podle níž by se mohl telefoňák vrátit do normálního stavu opětovným telefonátem. Nechává proto Johnnyho zavolat, ale výsledek zůstává otevřený.

## Hlavní hrdinové
- Clayton Riddell – výtvarník, autor komiksů
- Tom McCourt – obchodník
- Alice Maxwellová – patnáctileté děvče, které zachránili Clay a Tom
- Charles Ardai – ředitel školy
- Jordan – dvanáctiletý chlapec, počítačový znalec a Ardaiův žák

## Zajímavosti
Ve dnech 8.–18. září 2005 proběhla prostřednictvím internetové aukční síně eBay charitativní akce, jejíž vítěz měl získat právo dát jméno jednomu z hrdinů v právě vznikající knize. Vítězem se stala Pam Alexanderová z Fort Lauderdale na Floridě, která zaplatila více než 20 000 amerických dolarů. Paní Alexanderová se rozhodla pojmenovat jednoho z hrdinů po svém bratrovi – Ray Huizenga.
Podle románu byl roku 2016 natočen americký film Cell, režírovaný Todem Williamsem.